# دينيس دالتون
دينيس دالتون (بالإنجليزية: Denis Dalton) هو لاعب كرة قدم أسترالية أسترالي، ولد في 10 أكتوبر 1942.

## وصلات خارجية
- دينيس دالتون على موقع AustralianFootball.com (الإنجليزية)
- دينيس دالتون على موقع AFLtables.com (الإنجليزية)